# Prosquínese

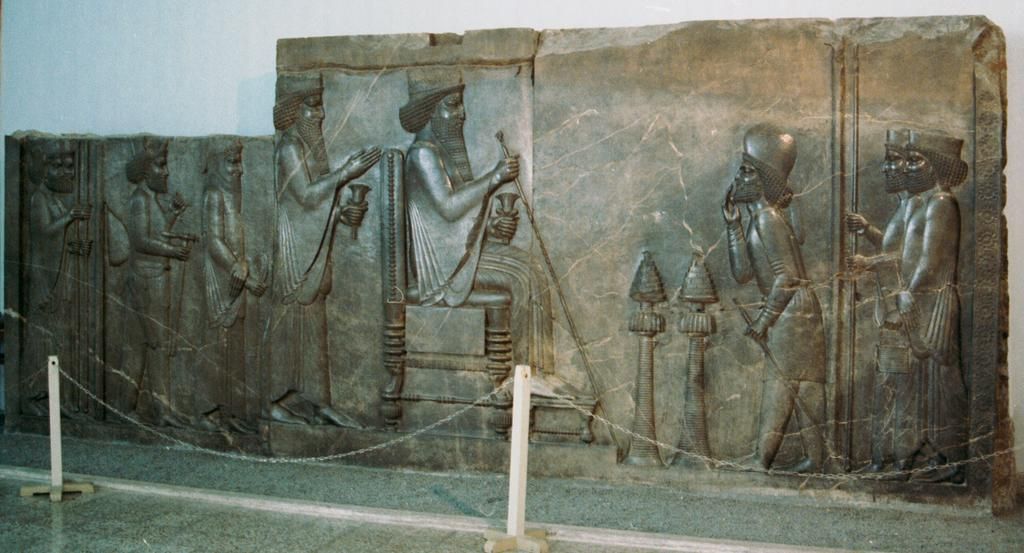
Monarca persa (centro) e seus cortesãos (à direita) na tradicional posição da prosquínese

Prosquínese (em grego:  προσκύνησις, de πρός, pros, e κυνέω, kuneo, lit. "beijar em direção [a]") refere-se ao tradicional ato dos antigos persas de prostrar-se diante de uma pessoa de status social mais elevado.
De acordo com o historiador grego antigo Heródoto, em sua História, uma pessoa de mesmo status social recebia um beijo nos lábios; uma pessoa de status social levemente inferior devia dar um beijo no rosto, e alguém de status social muito inferior devia se curvar inteiramente diante do interlocutor. Para os gregos, o ato de prosquínese diante de um mortal parecia uma prática bárbara, ou mesmo ridícula; tal forma de submissão devia ser reservada unicamente aos deuses.
Isto fez com que alguns gregos acreditassem que os persas veneravam seus monarcas — o único a receber prosquínese de todos — e esta e outras má interpretações do ato causaram grandes conflitos culturais. Alexandre, o Grande propôs que esta prática vigorasse em seu reinado, como forma de se adaptar culturalmente às cidades que ele havia conquistado; porém seus companheiros gregos e macedônios não viram com bons olhos a prática (um exemplo disto pode ser encontrado nos relatos do seu historiador da corte, Calístenes), e ele foi obrigado a desistir da prática.

## Império Romano
Acredita-se que o imperador romano Diocleciano (r. 284–305) teria introduzido a prática no Império Romano, rompendo assim com as instituições republicanas do principado, que vinha procurando manter a forma — embora não a intenção — do governo republicano. O motivo político desta mudança teria sido a intenção de elevar o papel do imperador de 'primeiro cidadão' ao status de um governante sobrenatural, distante de seus súditos, eliminando assim a possibilidade de revoltas bem-sucedidas, algo que vinha afligindo o império pelos últimos 50 anos.
Da mesma maneira, o imperador deixou de ser chamado de "Imp(erator)" (que significava algo como "comandante-em-chefe", um título militar) nas moedas cunhadas por ele, e passou a cunhá-las com a sigla "D(ominus) N(oster)" — "Nosso Senhor". Após a conversão de Constantino, o Grande ao cristianismo, a prosquínese tornou-se parte de um ritual elaborado, como menciona o historiador inglês John Julius Norwich, de acordo com o qual o imperador se tornava o vice-rei de Deus na Terra. Esta inflação titular acabou por afetar os outros principais cargos do império.

## Cristianismo oriental
Na Igreja Ortodoxa Oriental, o termo prosquínese é utilizado teologicamente para indicar a veneração dada a ícones e relíquias dos santos, como forma de diferenciar da latria, a adoração que deve ser reservada apenas a Deus.